# 行星探测质谱仪
行星探测质谱仪（Mass Spectrometer for Planetary Exploration，MASPEX）是一台可测定复杂混合物中多种化合物的高分辨率和高灵敏度的质谱仪，该仪器将搭载在计划探索木星卫星木卫二的欧罗巴快船轨道飞行器上。该项天体生物学任务将在轨道上分析木卫二表面的成分，并在穿越木卫二稀薄大气层时直接评估其内部海洋的宜居性。
2016年5月27日，NASA宣布选择行星探测质谱仪执行任务，计划于2025年左右随火箭发射。该仪器还被提议执行另外三项发现计划任务：土卫二生命发现者（ELF）、哈特雷二号彗星（PRIME）和主小行星带里德彗星（普罗透斯任务）。它还可用于探测器、着陆器和采样返回任务。最初的首席研究员是杰克·韦特，技术负责人是美国西南研究院的蒂姆·布罗克韦尔。2020年，美国宇航局宣布，美国西南研究院的吉姆·伯奇将成为首席研究员，由于技术和资金的限制，仪器的功能可能会有一些降低。

## 概况
行星探测质谱仪是新一代光谱仪，由西南研究院历时十年开发，其性能较现有仪器有显著的提高。行星探测质谱仪的发展源于分离和分析“卡西尼号”离子和中性质谱仪（INMS）在土卫六和土卫二上发现的异常丰富的挥发性混合物所需。该仪器是为行星探测开发的高分辨率、高灵敏度质谱法|质谱仪，可明确测定甲烷、水、氨、一氧化碳、分子氮（N2）、二氧化碳（CO
2）中的挥发性同位素以及复杂混合物中的小型有机化合物（C2、C3和C4），它还可以测量包括惰性气体氩、氪、氙及其同位素在内的痕量化合物（ppt）。
行星探测质谱仪可在强辐射环境下运行，并可烘烤至300摄氏度，以防探测器在撞击木星任何可能的宜居卫星时产生前向生物污染。行星探测质谱仪可在高扫描速率下观察小到400公里轨道的空间特征，并可在全质量区域内以5千赫兹的频率工作。与现有仪器相比，其他性能增强的方面包括：
| 参数                | 性能               |
| ------------------- | ------------------ |
| 重有机分子 质量范围 | >1000 原子质量单位 |
| 质量分辨率          | >30,000 M/dM       |
| 动态范围            | 1秒内109           |
| 灵敏度              | 冷阱优于1 ppt      |
| 高通量              | >5000 个样本/秒    |
| 长度和质量          | 40厘米和< 8千克    |